# كأس النخبة اللبناني 2013
كأس النخبة اللبناني 2013 هو موسم من كأس النخبة اللبناني. فاز فيه نادي العهد.